# Reacció nuclear en cadena

Esquema d'una reacció en cadena d'una fissió nuclear. 1 - Un àtom de Urani-235 absorbeix un neutró, i es divideix en 2 nous àtoms (productes de fissió) i deixa lliures 3 nous neutrons i certa energia d'enllaç. 2 - Un dels neutrons és absorbit per un àtom d'Urani-238, i no continua la reacció. Un altre neutró és simplement perdut i no continua la reacció. Però, un neutró entra en col·lisió amb un àtom d'U-235, que es divideix i allibera 2 neutrons i energia d'enllaç. 3 - Aquests 2 neutrons xoquen amb 2 àtoms d'U-235, que es divideixen i deixen anar d'1 a 3 neutrons, que continuen amb la reacció.

Una reacció nuclear en cadena és una reacció nuclear que es manté en el temps quan un neutró provoca la fissió d'un àtom físsil, alliberant-se diversos neutrons que al seu torn causen altres fissions. Aquesta reacció en cadena només es produirà si almenys un dels neutrons lents emesos en la fissió és apte per provocar una nova fissió.
Una de les aplicacions de les reaccions nuclears en cadena més freqüents són els reactors nuclears per a generar calor a les centrals nuclears per a la producció d'electricitat. Avui dia no se sap què fer amb els residus radioactius que es van acumulant a mesura que es consumeix el combustible. D'altra banda, les reserves d'urani són actualment una mica majors que les del gas natural, però cal recordar que són finites i no molt abundants. Les reaccions de fissió en cadena també es poden usar per a fins militars, com per exemple als reactors de propulsió de submarins nuclears.
Per a controlar una reacció nuclear de fissió en cadena cal controlar la seva reactivitat o, el que és equivalent, el seu coeficient de multiplicació. De vegades pot ocórrer que, per diverses raons, es descontroli: s'anomena un accident de criticitat i comporta contaminació radioactiva i una greu radiotoxicitat. De fet és una de les quatre causes més importants al món de morts per enverinament per radiacions.

## Història
El concepte de "reacció nuclear en cadena" va ser utilitzat inicialment pel científic  hongarès Leó Szilárd el 1933. Qui també va patentar la seva idea de realitzar un reactor nuclear senzill l'any següent.
La teoria de la reacció química total en cadena va ser postulada pel físic soviètic NN Semyonov el 1934. La idea de les reaccions en cadena, desenvolupada per Semyonov, és la base de diverses tecnologies que utilitzen la incineració de mescla de gasos. La idea també va ser usada per a l'elaboració de reactors nuclears.
El 1936, Szilárd va intentar crear una reacció en cadena utilitzant beril·li i indi, però no va tenir èxit. El 1939, Szilárd i Enrico Fermi van descobrir la multiplicitat de neutrons en l'urani, demostrant que una reacció en cadena era efectivament possible. Aquest descobriment va portar a Albert Einstein a escriure una carta al president Franklin D. Roosevelt advertint de la possibilitat que l'Alemanya Nazi podria estar intentant construir una bomba atòmica.
Enrico Fermi va crear el primer reactor nuclear en cadena autosostenible, anomenat Chicago Pile-1 (CP-1), en una pista de tennis sota de les grades del Stagger Field a la Universitat de Chicago el 2 de desembre de 1942. L'experiment de Fermi a la Universitat de Chicago va ser part de les instal·lacions del laboratori de metal·lúrgia d'Arthur H. Compton, el qual va ser part del Projecte Manhattan.
El 1956, Paul Kuroda, de la Universitat d'Arkansas postula que un reactor de fissió natural podria haver existit alguna vegada. Es van fer proves de reactors nuclears naturals autosostenibles a Oklo, a Gabon (Àfrica), el setembre de 1972.

## Reacció de fissió nuclear en cadena
Les reaccions de fissió en cadena es produeixen a causa de la interacció dels neutrons amb isòtops fissionables (amb nucli inestable). La reacció en cadena requereix tant l'alliberament de neutrons dels nuclis atòmics sotmesos a la fissió nuclear, com de la subsegüent absorció d'alguns d'aquests neutrons en els isòtops físsils. Quan un àtom experimenta la fissió nuclear, uns pocs neutrons són expulsats de la reacció. Aquests neutrons lliures interaccionen amb el medi circumdant i, si encara hi ha més combustible fissionable, alguns poden ser absorbits i causar més fissions. Així, el cicle es repeteix per donar una reacció que és autosostenible.

## Reacció nuclear en cadena incontrolada
En les bombes nuclears, per contra, la reacció no està controlada, de manera que un cop iniciada prossegueix fins a l'esgotament del material, la qual cosa succeeix en un temps molt curt. No obstant això, cal que es produeixi amb una quantitat suficient de combustible físsil (massa crítica).